# Le Jour où la violence s'est éteinte
Le Jour où la violence s'est éteinte (France) ou Le Jour où la violence est morte (Québec) (The Day the Violence Died) est le 18e épisode de la saison 7 de la série télévisée d'animation Les Simpson.

## Synopsis
Itchy et Scratchy fêtent leurs 75 années d'existence. Pour l'événement, une parade est organisée dans les rues de Springfield. Pour être sûrs d'avoir de bonnes places, Bart et Lisa décident de s'y rendre le plus tôt possible.
Le lendemain, la parade passe. Bart la suit jusqu'à ce qu'il arrive à Clodocity. Là-bas, il rencontre un clochard du nom de Chester Lampwick. Celui-ci affirme que c'est lui qui a créé Itchy. Il le prouve en lui montrant un film du tout premier épisode. Mais, malheureusement, celui-ci brûle dès qu'il est terminé. Bart propose à Chester de faire un procès à Roger Meyers pour devenir riche, mais ce procès va s'avérer difficile maintenant que sa seule preuve est partie en cendres. Mais Bart avait vu plus tôt un vieux dessin d'Itchy dans le magasin de BD. Il l'achète et découvre le nom de Chester Lampwick. Il gagne le procès et Roger Meyers est contraint de fermer les studios. Mais, grâce à Lester et Eliza, qui ont découvert que la poste a copié Manic Mailman, un personnage de Roger Meyers, pour faire leur mascotte Mr. ZIP, Meyers gagne le procès contre la poste et avec l'argent il rouvre les studios.

## Invités
- Kirk Douglas
- Alex Rocco
- Suzanne Somers
- Jack Sheldon